# Xiki shell
Xiki shell или xsh — новая командная оболочка, созданная Крэйгом Мутом.
От остальных командных оболочек xsh отличается предоставлением графического интерфейса для навигации по файлам, работы с системами контроля версий, редактирования файлов и т. д.